# コオニヤンマ
コオニヤンマ（小鬼蜻蜓、学名：Sieboldius albardae Sélys, 1886）は、蜻蛉目サナエトンボ科に分類されるトンボの一種。東アジアの温帯域に分布する大型のトンボである。

## 分類
和名は「小型のオニヤンマ」の意であり、「ヤンマ」の名がつくが、分類上はヤンマ科でもオニヤンマ科でもない。学名の属 Sieboldius は日本の文化や生物を研究したフィリップ・フランツ・フォン・シーボルトへの献名、種名 albardae も昆虫研究家 Albarda への献名である。
なお、記載者のエドモン・ド・セリ・ロンシャンは、日本産コオニヤンマの標本と、よく似たボルネオ産同属種の標本とを取り違えていたため、日本に分布しないはずのボルネオ産のものが「日本の」を意味する種名 S. japponicus Sélys, 1854 として記載され、日本産のコオニヤンマが日本と関係ない種名 S. albardae Sélys, 1886 として記載されてしまった。いったんつけた学名は手違いでは訂正できず、両種とも学名が記載当初の通りに使用されている。

## 分布
日本、中国、朝鮮半島、極東ロシアまで、東アジアに分布する。
日本では北海道から九州、さらに周辺離島の佐渡島・隠岐諸島・五島列島・対馬・種子島・屋久島までみられるが、北海道や各地の山岳地帯などでは分布が限られる。

## 形態
成虫はオスで全長81-93 mm、後翅長46-54 mm、メスで全長75-90mm、後翅長48-62 mm。サナエトンボ科の中では日本最大種である。体の大きさに比べて頭が小さく、後脚が長い。未熟期は複眼が深緑色だが成熟すると澄んだ緑色に変わる。

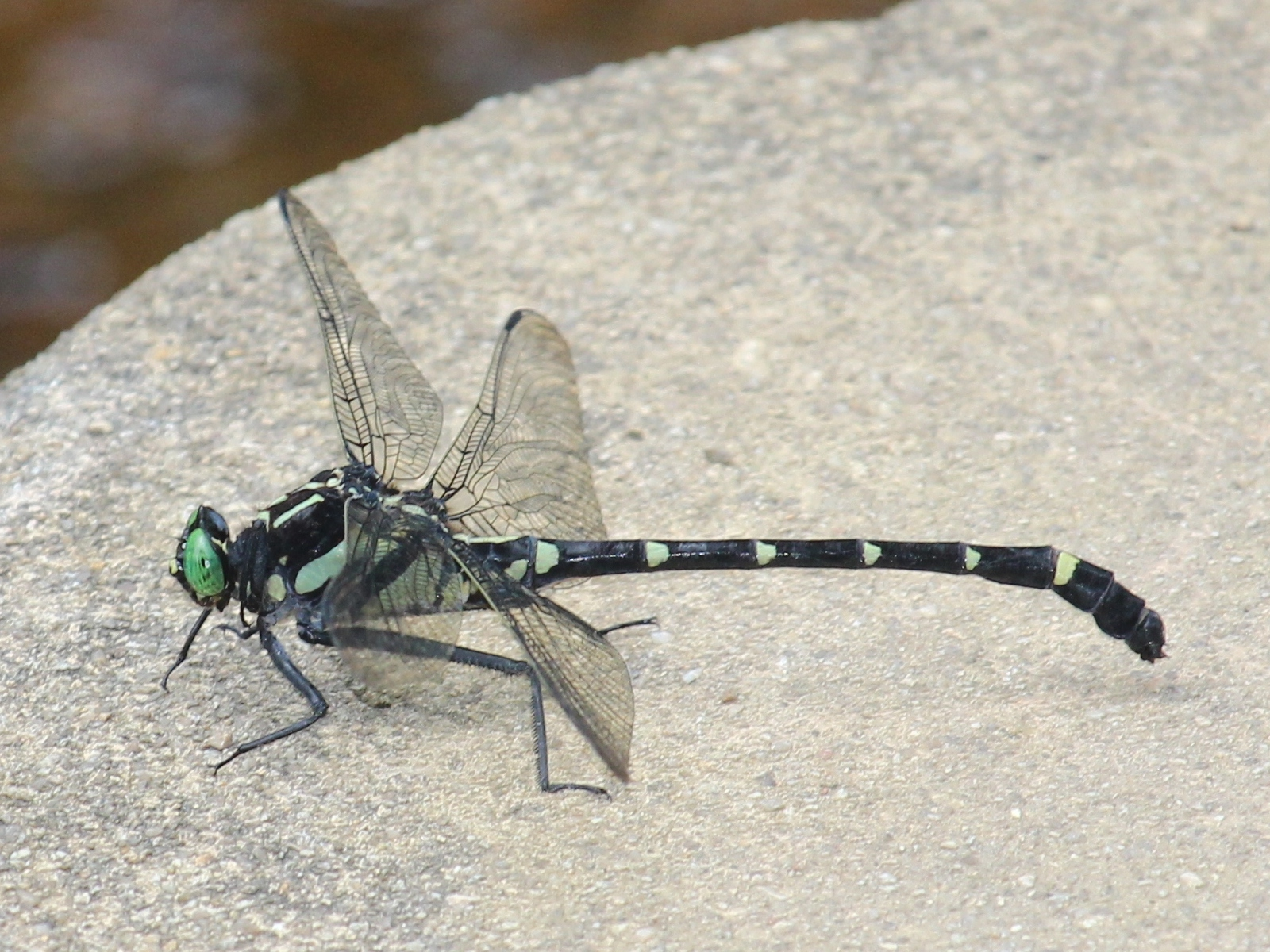
雄
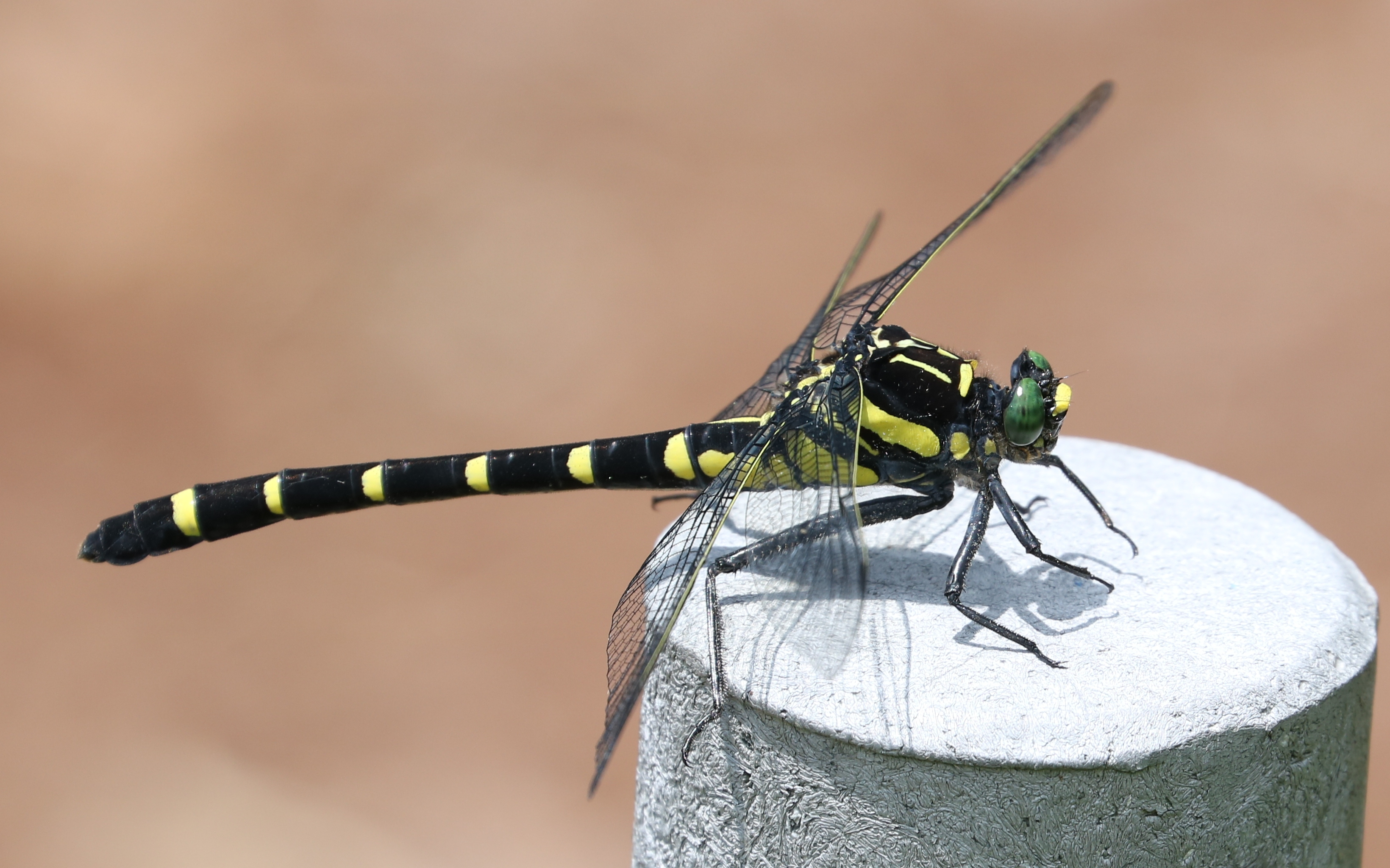
雌はかなり腹部が太く見える

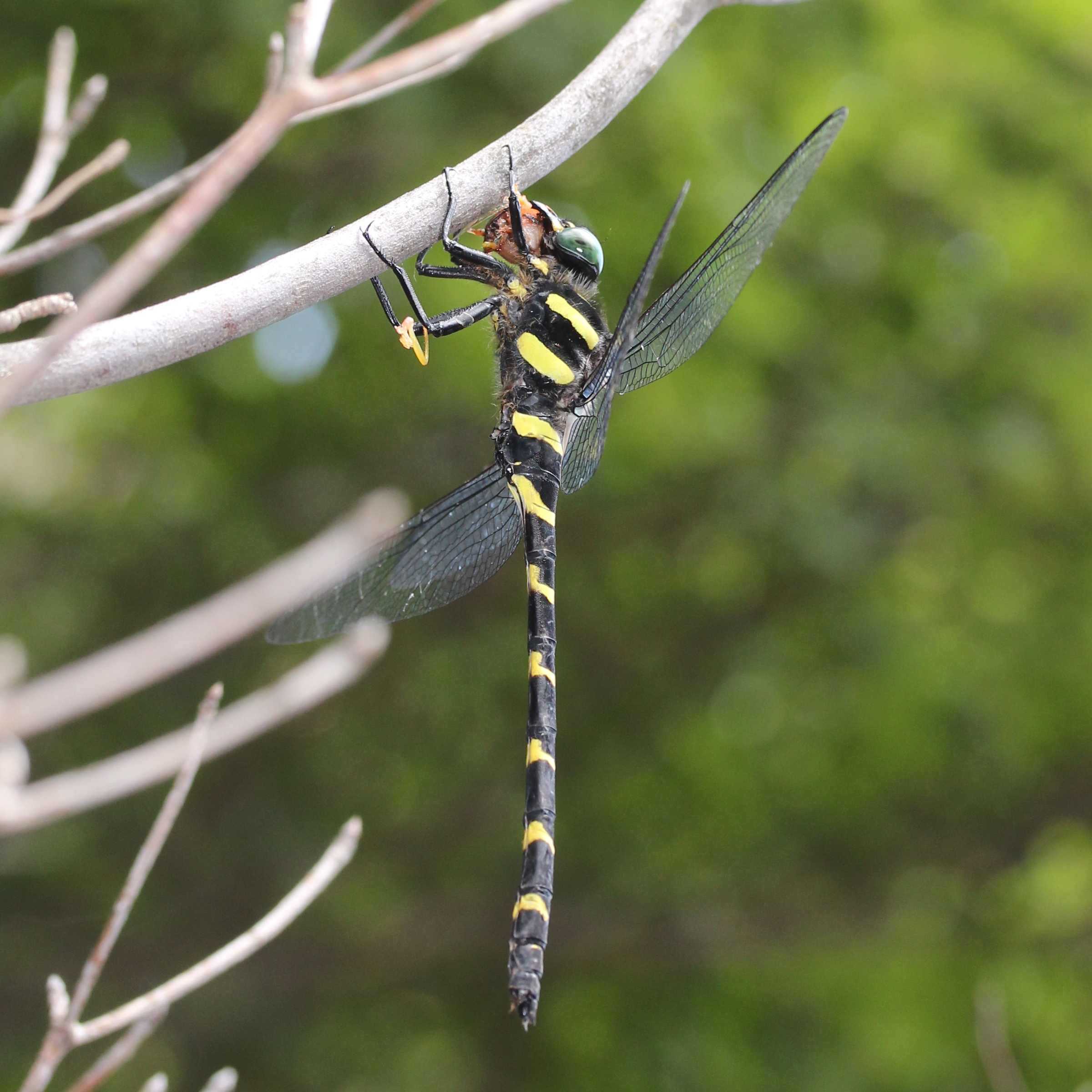
木の枝にぶら下がって静止するオニヤンマ

日本産トンボとしては大型種で、名の通りオニヤンマ Anotogaster sieboldii にも似ているが、コオニヤンマの複眼は接しないのに対して、オニヤンマの左右の複眼は頭部中央で接する。また休息時はオニヤンマは木の枝などにぶらさがって止まるが、コオニヤンマは腹を水平にして止まる。

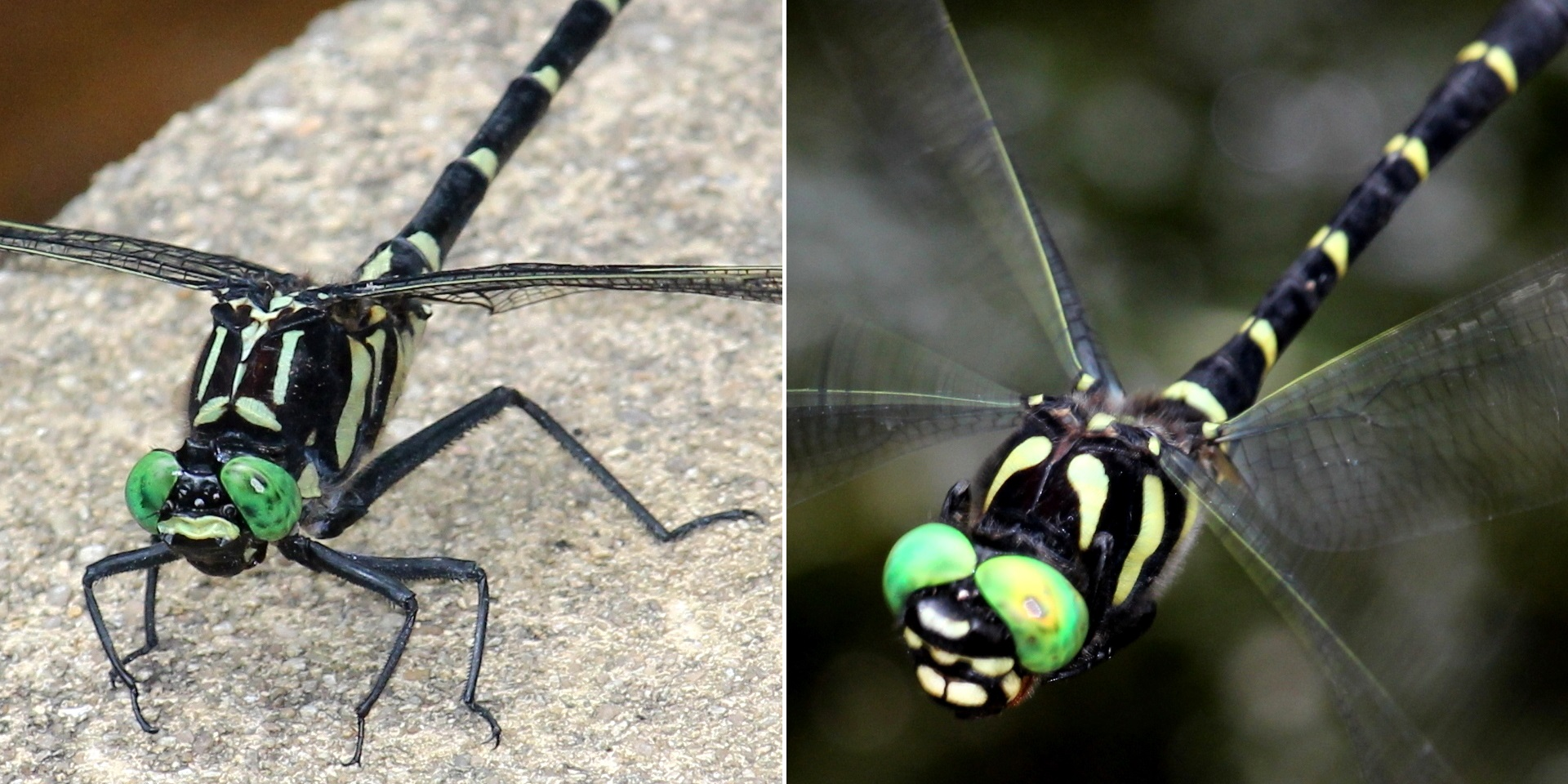
左：コオニヤンマは頭部が小さく、複眼がやや小さく左右が離れる。 右：オニヤンマは複眼が大きく、頭部中央で左右が接する。

幼虫（ヤゴ）は広葉樹の枯れ葉のような体形で、日本産トンボ類の中でも特に幅広・扁平な形である。ヤゴの形態はコヤマトンボやオオヤマトンボにも似るが、コオニヤンマのヤゴは触角が丸いうちわ型であることと、前脚と中脚が短いことで区別できる。

## 生態
成虫は5月上旬頃から羽化し、9月頃まで見られる。羽化後は水域近くの草むらなどで活発に摂食活動を行う。成熟個体は河川上流域から中流域にかけて、河原の石の上や枝の先などによく静止している。北海道では湖岸でも見られる。産卵は雌が単独で打水産卵を行う。

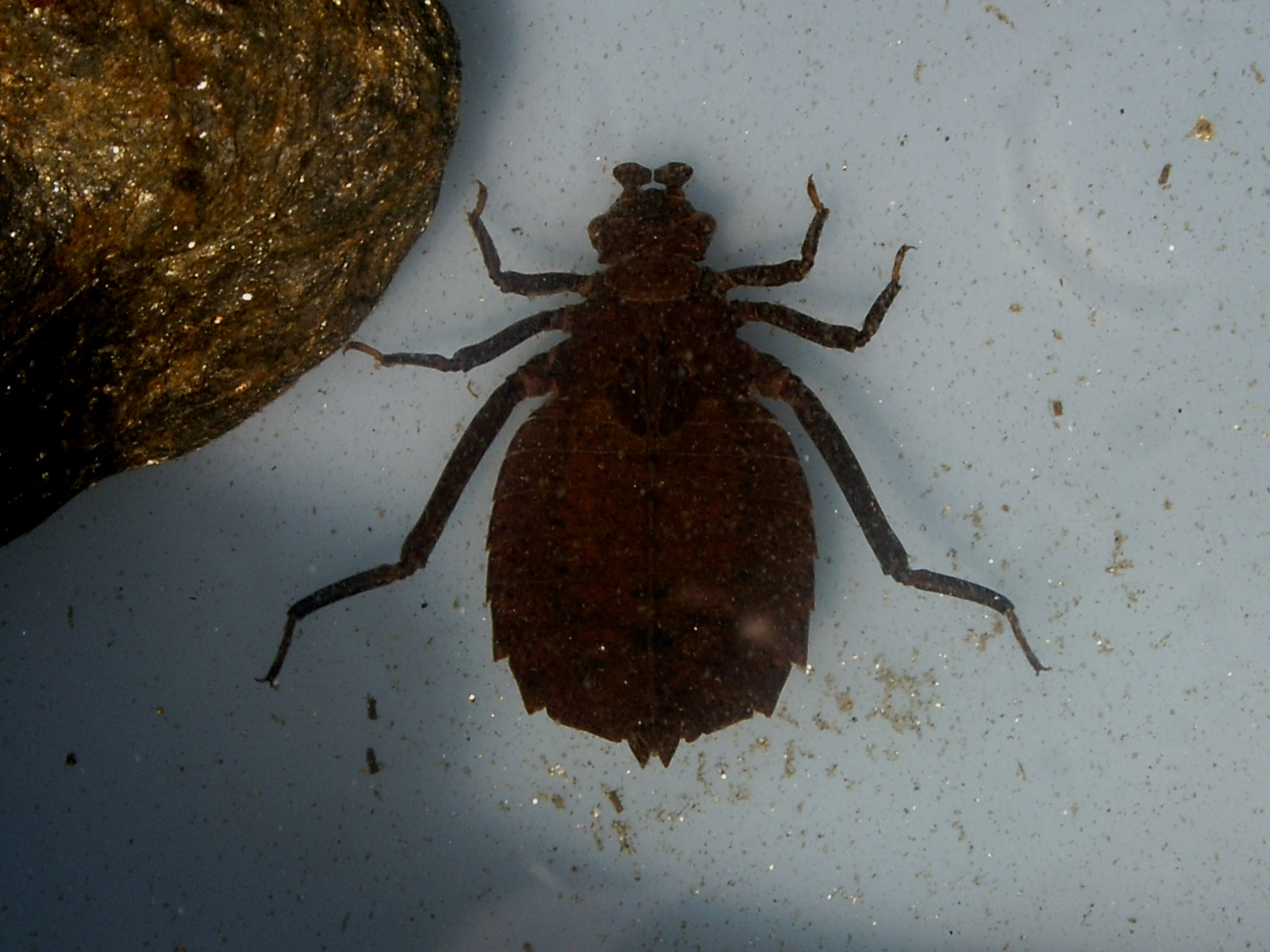
ヤゴ

幼虫は河川の流れが緩い区域の、転石下や積もった落ち葉の中に潜む。山間部の清流から農村部のやや汚れた川まで見られるが、汚染の激しい都市部の川にはまず見られない。他の水生昆虫などを捕食して成長し、成虫になるまでに2-4年を要する。また終齢幼虫の腹部は平たいにもかかわらず、羽化の際に成虫が腹を抜いた時には既に細長くなっている。